# Шаг (Румунія)
Шаг (рум. Șag) — комуна у повіті Тіміш в Румунії. До складу комуни входить єдине село Шаг.
Комуна розташована на відстані 409 км на захід від Бухареста, 13 км на південь від Тімішоари.

## Населення
За даними перепису населення 2002 року у комуні проживали 4506 осіб.
Національний склад населення комуни:
| Національність   | Кількість осіб | Відсоток |
| ---------------- | -------------- | -------- |
| румуни           | 3690           | 81,9%    |
| угорці           | 468            | 10,4%    |
| німці            | 155            | 3,4%     |
| цигани           | 97             | 2,2%     |
| серби            | 73             | 1,6%     |
| українці         | 7              | 0,2%     |
| словаки          | 4              | 0,1%     |
| болгари          | 4              | 0,1%     |
| росіяни-липовани | 1              | < 0,1%   |

Рідною мовою назвали:
| Мова       | Кількість осіб | Відсоток |
| ---------- | -------------- | -------- |
| румунська  | 3806           | 84,5%    |
| угорська   | 438            | 9,7%     |
| німецька   | 140            | 3,1%     |
| сербська   | 64             | 1,4%     |
| циганська  | 43             | 1,0%     |
| українська | 7              | 0,2%     |
| словацька  | 3              | 0,1%     |
| болгарська | 3              | 0,1%     |

Склад населення комуни за віросповіданням:
| Релігія                                       | Кількість осіб | Відсоток |
| --------------------------------------------- | -------------- | -------- |
| православні                                   | 3167           | 70,3%    |
| римо-католики                                 | 677            | 15,0%    |
| п'ятдесятники                                 | 316            | 7,0%     |
| греко-католики                                | 252            | 5,6%     |
| реформати                                     | 43             | 1,0%     |
| баптисти                                      | 30             | 0,7%     |
| адвентисти                                    | 6              | 0,1%     |
| бретрени                                      | 3              | 0,1%     |
| лютерани (Синодально-пресвітеріанська церква) | 1              | < 0,1%   |
| лютерани (Аугсбурзького сповідання)           | 1              | < 0,1%   |
| не релігійні                                  | 1              | < 0,1%   |
| не вказали релігію                            | 4              | 0,1%     |

## Зовнішні посилання
- Дані про комуну Шаг на сайті Ghidul Primăriilor [Архівовано 22 березня 2011 у Wayback Machine.]